# Corpo Logístico Real

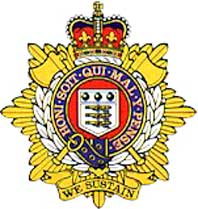

O Corpo Logístico Real (em inglês: Royal Logistic Corps) fornece o apoio logístico para funções do exército britânico. É o maior Corpo do Exército, composto por cerca de 17% de sua força. Sua bandeira é azul escuro com o emblema do Corpo estampado no centro.